# 北方国际大学联盟
北方国际大学联盟（North International University Alliance）创立于2013年2月，是由14所北京北方投资集团直属的大学组成的高校联盟。旨在 “ 优质教学资源共享，有效促进教学信息化水平提高，不断推动国际化办学进程”。成员包括燕京理工学院（原北京化工大学北方学院）、北京金融科技学院（原北京工商大学嘉华学院）、首都师范大学科德学院、重庆大学城市科技学院、成都文理学院（原四川师范大学文理学院）、武汉工程科技学院（原中国地质大学江城学院）、桂林理工大学博文管理学院、云南师范大学商学院、温州大学城市学院、华南农业大学大学珠江学院、南京航空航天大学金城学院、中国矿业大学银川学院、中南林业科技大学涉外学院、哈尔滨广厦学院、云南城市建设职业学院、上海立达职业技术学院。
2017年5月15日，在“一带一路”国际合作高峰论坛召开期间，澳大利亚前总理陆克文阁下和教育部原副部长、中国教育国际交流协会理事会刘利民会长，在北京北方投资集团董事长、北方国际大学联盟理事长杨炜长博士的陪同下莅临北京工商大学嘉华学院。陆克文阁下受聘为北方国际大学联盟国际顾问委员会主席，并为在场的联盟学校师生作了主题演讲。 
2017年12月18日，北方国际大学联盟聘请诺奖得主埃里克·马斯金为“北方国际大学联盟总校名誉校长”。埃里克·马斯金的加入，将为北方国际大学联盟的国际化和品质化发展带来了新的发展，为中国民办高等教育发展提供更大支持。

## 外部連結
- 北方国际大学联盟官網 （页面存档备份，存于）